# Turismo in Sardegna

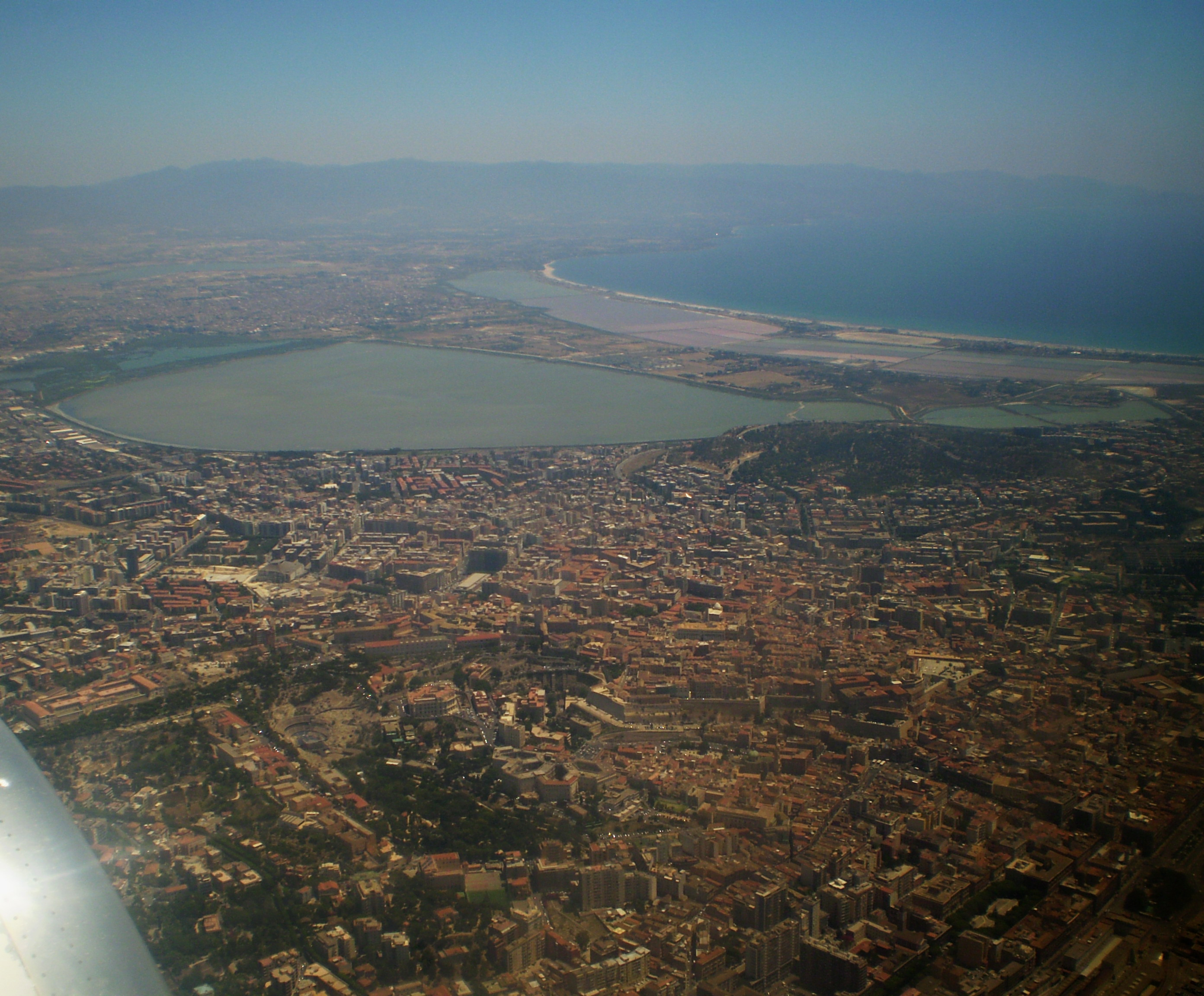
Veduta su Cagliari. Nel 2016 la provincia è stata la migliore destinazione italiana secondo uno studio dell'Università di Bologna

Il turismo in Sardegna è uno dei settori più in espansione dell'economia regionale. Negli ultimi anni ha fatto registrare una notevole crescita, dopo una flessione negli anni tra il 2010 e il 2012, richiamando numerosi turisti provenienti sia dall'Italia (in particolare da Lombardia, Piemonte e Lazio) che dall'Europa (soprattutto da Germania e Francia); secondo le statistiche nel 2016 gli arrivi sono stati 2,9 milioni.

## Storia

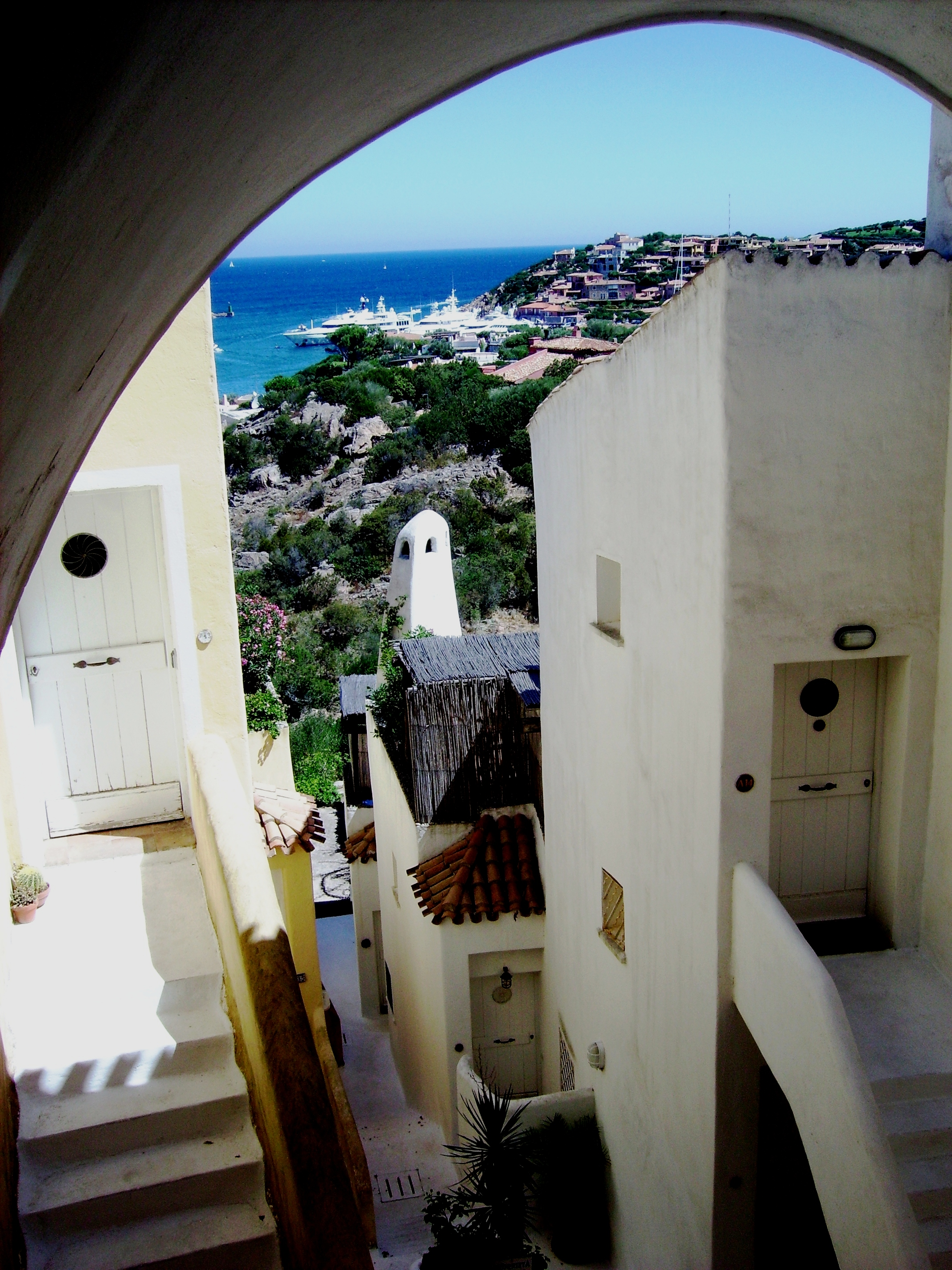
Veduta di Porto Cervo

Il moderno turismo in Sardegna ebbe inizio nel 1948 quando furono avviati i primi investimenti e i primi piani di sviluppo in concomitanza con l'acquisizione dello status di regione autonoma e con la sconfitta definitiva della malaria lungo le coste. Le prime promozioni e realizzazioni infrastrutturali furono attuate attraverso l'Ente sardo industrie turistiche (ESIT) che promosse e finanziò la costruzione di alcuni alberghi fra cui l'hotel Miramar di Alghero (1953). La prima scossa turistica si sviluppò a cavallo tra gli anni '50 e '60, soprattutto ad Alghero e nella sua Riviera del Corallo. 
Ma il decollo dell'industria turistica si realizzò a partire dai primi anni sessanta allorché fu fondata dal principe ismailita Āgā Khān la Costa Smeralda con il luogo di elezione Porto Cervo, nel comune di Arzachena, che divenne il simbolo del turismo isolano. Per la realizzazione dei vari insediamenti contribuirono diversi architetti di grande fama come Luigi Vietti, Michele Busiri Vici e Jacques Couelle. Alla nascita di Porto Cervo ben presto seguirono Porto Rotondo,  Romazzino, Cala di Volpe,  Porto Raphael. Mentre la Costa Smeralda si affermava sempre di più tra il jet set internazionale, in molti comuni costieri dell'Isola ebbe inizio la corsa alla costruzione di insediamenti turistici. 
A questa iniziativa seguirono una miriade di altri insediamenti, con un'offerta turistica simile, quali Baja Sardinia, Liscia di Vacca, per citarne alcuni nelle vicinanze, ma anche nel resto della Sardegna il settore si sviluppò in maniera esponenziale, fino a divenire uno dei settori principali delle attività economiche dell'Isola. Tuttavia dagli anni settanta in poi, a seguito del consistente incremento del valore delle aree, si è avuto un eccessivo sfruttamento delle coste con miriadi di nuove costruzioni (cementificazione), principalmente seconde case, molto spesso di scarsa qualità, fino a porre in serio rischio gli equilibri del sistema naturale.
A causa di questo, dall'inizio degli anni novanta diversi governi regionali hanno cercato di predisporre un piano paesaggistico. Tale piano è ancora oggetto di polemiche e di continui tentativi di sostanziali modifiche. In questi ultimi anni l'offerta turistica si è modificata, orientandosi verso la diversificazione e la destagionalizzazione: non solo mare e spiagge, ma anche nuove proposte come l'archeologia, l'arte e la cultura, il turismo congressuale, il turismo equestre, l'escursionismo, l'osservazione degli uccelli, il golf, la vela, il turismo subacqueo, il free climbing, con un conseguente incremento di agriturismi e bed and breakfast. In anni recenti, un supporto importante al settore è stato garantito dai numerosi voli low cost che collegano l'Isola a diverse città europee.

## Le regioni storiche della Sardegna
Per estensione la Sardegna è la terza regione italiana e la seconda isola del mar Mediterraneo. Per la varietà dei suoi ecosistemi è considerata come un micro-continente costituito da un alternarsi di paesaggi montuosi e di foreste, di zone completamente disabitate, di lagune, di corsi d'acqua tumultuosi, di lunghissime spiagge sabbiose e di falesie a strapiombo sul mare. L'Isola è poi suddivisa in regioni ricche di storia e di tradizioni, differenti tra loro talvolta anche per lingua. Ecco quelle più turisticamente conosciute:

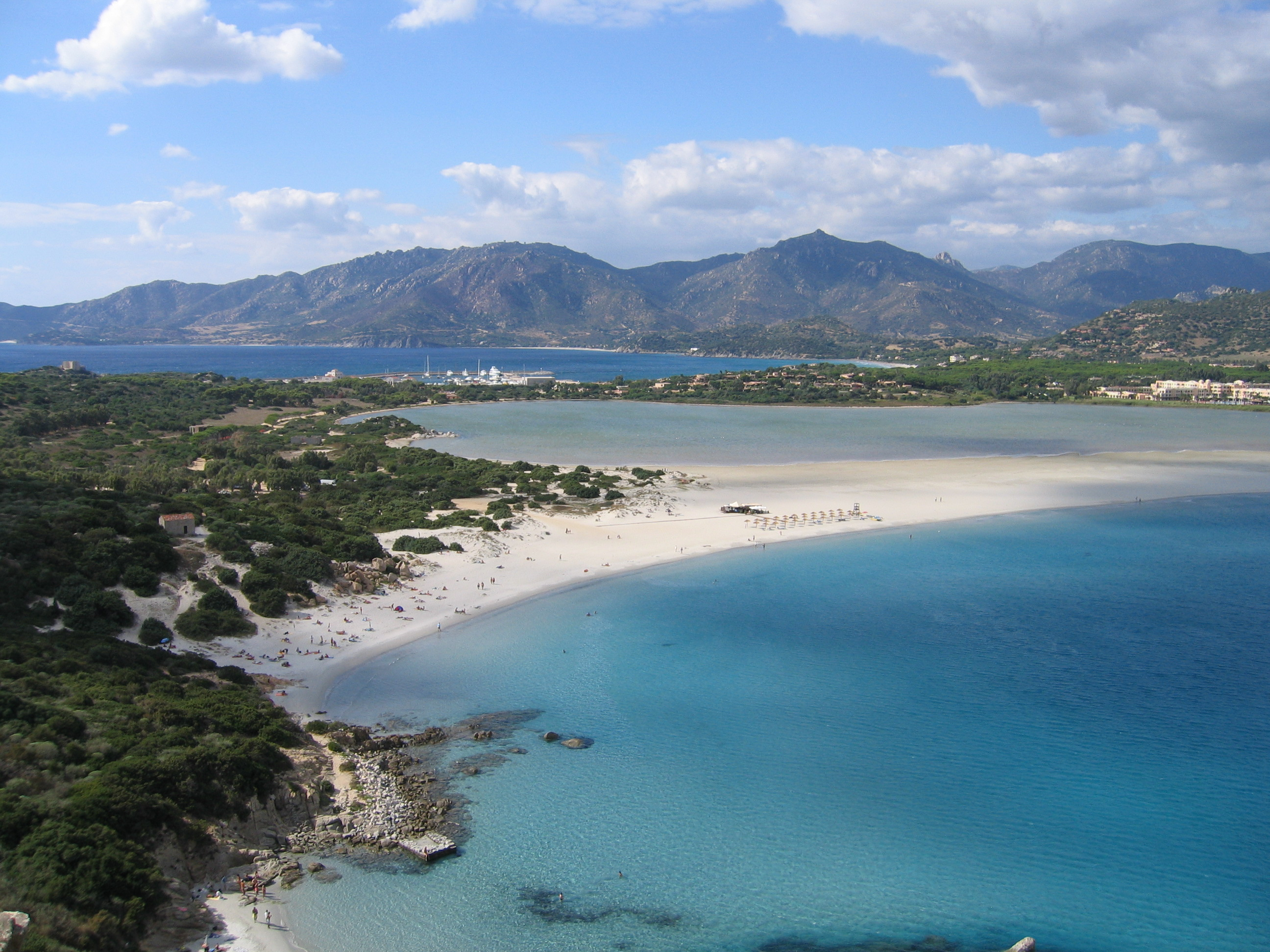
Villasimius

### Il Cagliaritano, Trexenta, Marmilla, Sarcidano, Sarrabus
Cagliari è il capoluogo della Regione ed allo stesso tempo la più importante città dell'Isola. Ha origini molto antiche, fu fondata infatti dai Fenici ma su precedenti siti nuragici. Furono poi i Punici e i Romani a lasciare diverse testimonianze archeologiche, tra le quali la necropoli di Tuvixeddu e l'anfiteatro, che poteva ospitare fino a 10.000 persone. Numerosi stagni costieri circondano la città, come lo stagno di Molentargius, ubicato tra l'area urbana e la spiaggia del Poetto. Queste zone umide sono molto importanti per la riproduzione di uccelli acquatici come i fenicotteri rosa. 
Nel Sarrabus-Gerrei le spiagge della Costa Rei si estendono ai piedi delle colline di Capo Ferrato, lunghissime e dalla sabbia molto bianca, sono di particolare bellezza e considerate tra le più belle in assoluto.. Poco più a sud si trovano le spiagge dei comuni di Castiadas e Villasimius, tra le più note della Sardegna. A sud-ovest di Cagliari le principali località turistiche ricadono nel comune di Pula, che ospita anche le rovine dell'antica città di Nora.
Le regioni della Marmilla e del Sarcidano possiedono diversi siti archeologici e paesaggistici di rilievo come la Giara di Gesturi. A Barumini spicca il sito di Su Nuraxi, patrimonio UNESCO, uno dei più visitati dell'Isola. Nel territorio comunale di Orroli si ergono invece le rovine del Nuraghe Arrubiu. Questi territori e la vicina Trexenta sono percorsi dalla linea ferroviaria turistica del Trenino Verde.

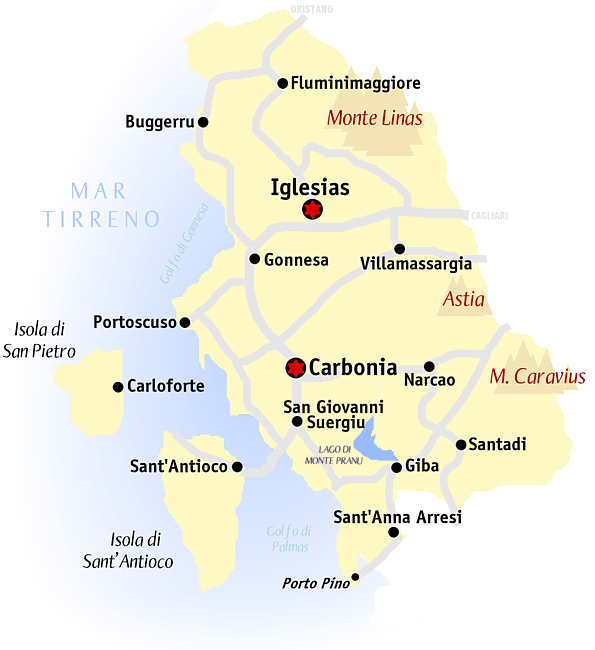
Sulcis-Iglesiente

### Iglesiente, Monreale, Sulcis
La parte a sudovest della Sardegna è la regione del Sulcis e comprende anche le isole di San Pietro e di Sant'Antioco, che hanno la particolarità di ospitare comunità di origine ligure (a Carloforte e Calasetta). È una terra molto antica e di grande interesse storico e paesaggistico. Le falesie di calcare di capo Teulada si sono originate 500 milioni di anni fa e sono considerate fra le rocce più antiche d'Europa. Nei pressi di Carbonia c'e la fortezza di monte Sirai, testimonianza della dominazione fenicio-punica e poi romana della regione, che interessò anche le isole e il litorale sottostanti, dove sorgevano Sulki, Bithia, Inosim e Pani-Loriga (VIII secolo a.C.). Le località balneari più conosciute a livello turistico sono Porto Pino e Chia.

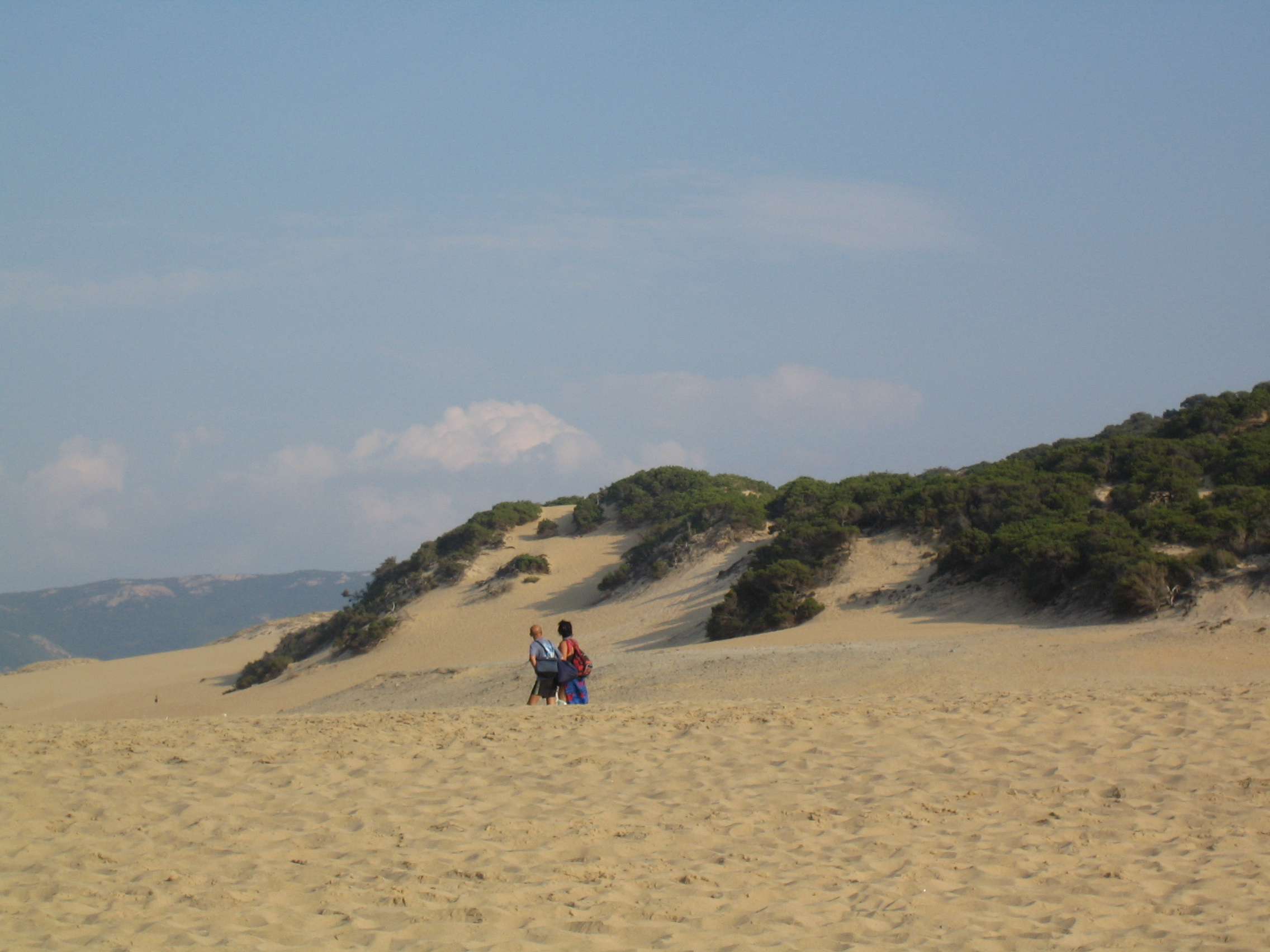
Dune di sabbia a Piscinas

L'Iglesiente, che prende il nome dalla città medievale di Iglesias, è stato un importante distretto minerario e le vecchie miniere abbandonate sono un esempio di architettura mineraria e di archeologia industriale. Nel comune di Fluminimaggiore si trova invece il tempio di Antas, di epoca punico-romana.
Un altro luogo suggestivo è il deserto di Piscinas, nella Costa Verde, dove dune di sabbia dorata penetrano per tre chilometri nell'entroterra formando un deserto in miniatura. Le dune sono attive e spostate dal vento si muovono verso l'interno. Ai limiti del deserto crescono ginepri contorti e la macchia mediterranea è abitata da numerosissimi animali tra cui il cervo sardo.

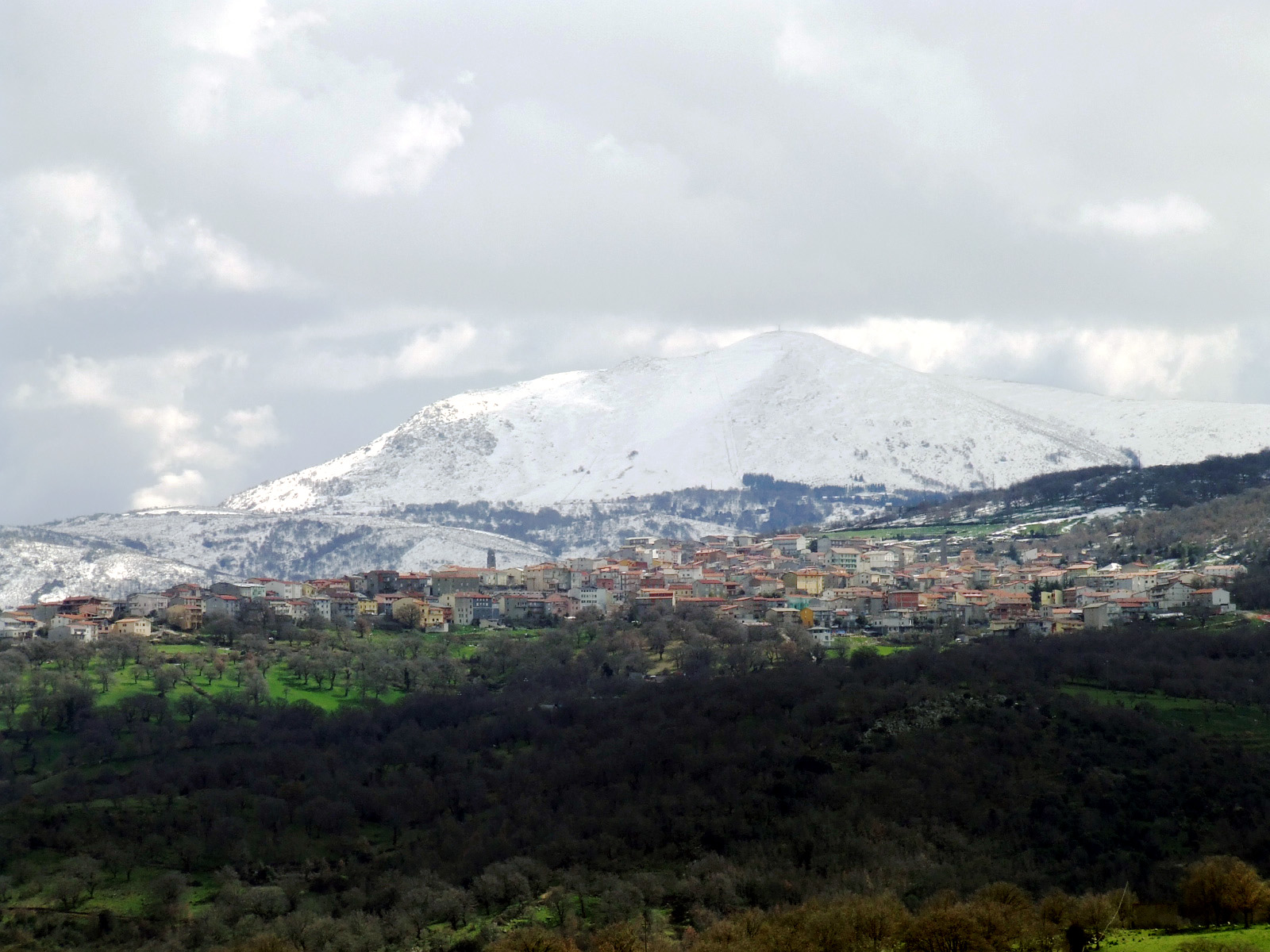
Fonni e il monte Spada innevato

### Il Mandrolisai, Goceano, Quattro Barbagie, Baronie
Il Mandrolisai e le quattro Barbagie (di Ollolai, di Belvì, di Seulo e di Nuoro) sono le regioni che rappresentano il cuore della Sardegna; ruotano intorno al massiccio del Gennargentu ed all'altopiano del Supramonte, una catena di montagne di granito, di scisto e di calcare che dalle zone più interne dell'Isola, raggiunge la costa orientale per cadere poi a strapiombo sul mare tra Dorgali e Baunei. Il Supramonte si estende per circa 33.000 ettari interessando i territori comunali di Orgosolo, Dorgali, Urzulei, Oliena e Baunei. Vi si trovano alcune località ancora oggi tra le più inaccessibili della Sardegna come la dolina de Su Suercone (Orgosolo), il canyon di Su Gorroppu (Orgòsolo - Urzulèi) e soprattutto la foresta Sas Baddes (Orgòsolo), uno degli ultimi esempi rimasti in Europa di lecceta primaria ancora incontaminata. La Barbagia conserva un ricco e prezioso patrimonio archeologico, di cui i nuraghi sono solo l'aspetto più appariscente perché dolmen, pozzi sacri, menhir e necropoli di domus de janas, sono disseminate ovunque tra i boschi e le gole di calcare.
Le principali località turistiche della regione costiera delle Baronie sono Orosei, Posada e Siniscola. 

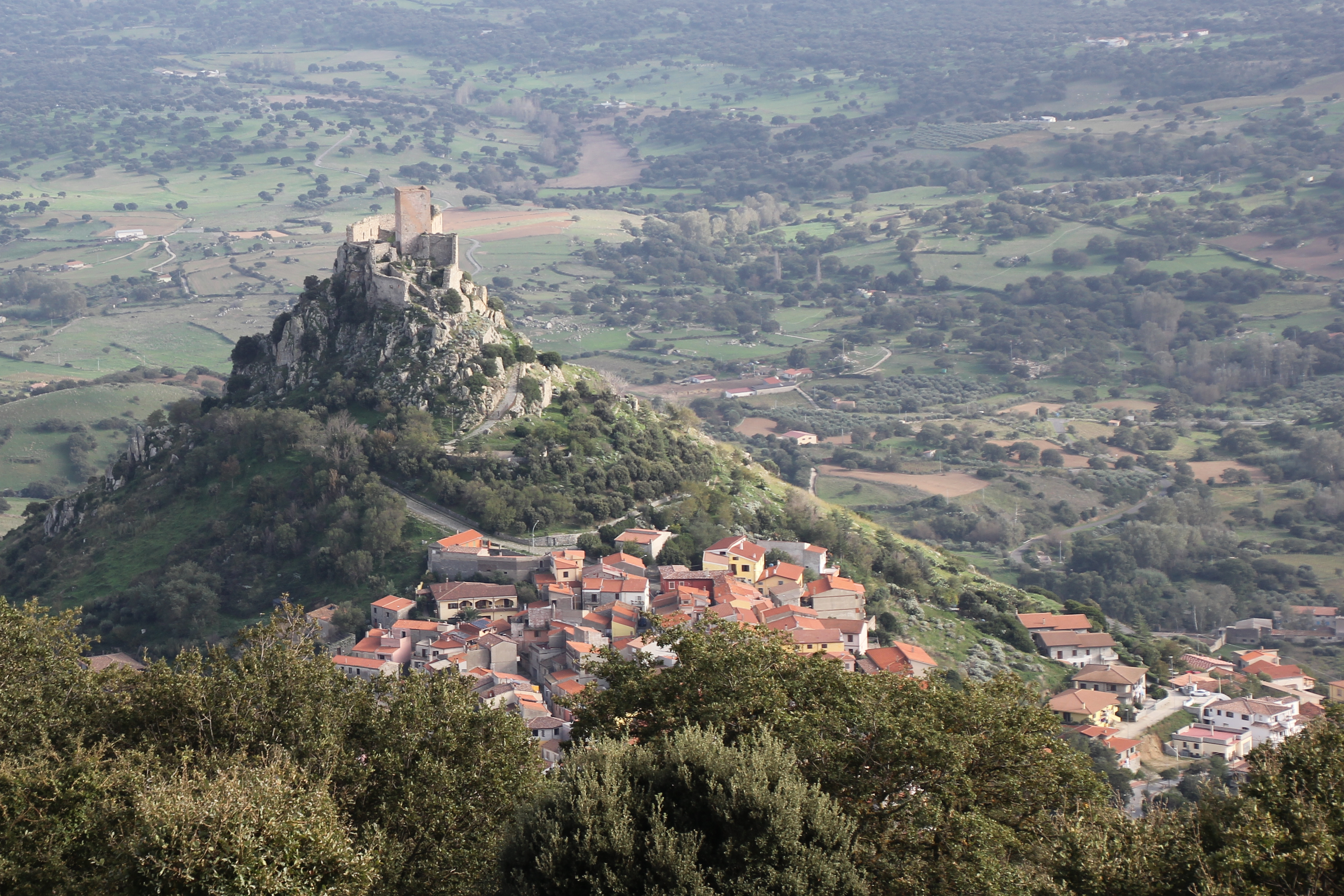
Il castello del Goceano a Burgos

Il Goceano, territorio montuoso interno, è invece soprattutto noto per il castello di Burgos (o del Goceano), uno dei numerosi castelli medievali della Sardegna, oltre a numerose testimonianze storiche ed archeologiche come domus de janas, dislocate in varie località del territorio e naturalistiche come la Foresta Demaniale di Monte Pisanu a Bono e Bottidda e la Foresta demaniale Anela (Forest'Anela) situata proprio nel territorio comunale di Anela entrambe istituite nel 1886).

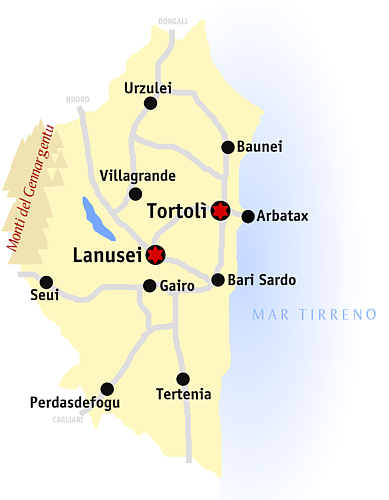
L'Ogliastra

### Ogliastra, Supramonte, Quirra e Gerrei

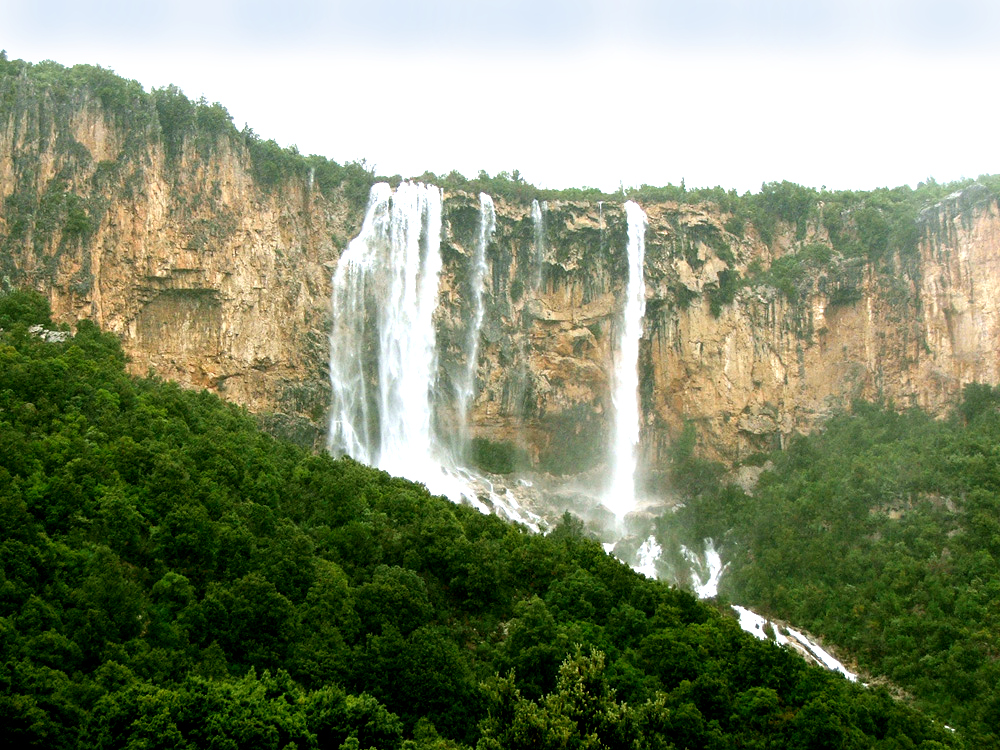
Ulassai, Cascata di Lequarci

Dal blu del Mediterraneo ai rocciai dominati dalle aquile e dai mufloni del Supramonte, fino alle foreste secolari di lecci, ai canyon tra altopiani calcarei, ai nuraghi costruiti su dirupi, si arriva all'Ogliastra, il cui nome sembra derivare da ozzastru (nome in lingua sarda dell'olivastro selvatico), l'albero emblema della Sardegna che spesso raggiunge dimensioni eccezionali, e alcuni esemplari sono tra gli alberi più vecchi d'Italia. Altri lo accomunano all'Agugliastra, la celebre guglia di calcare che sorge a picco sul mare, molto apprezzata dagli appassionati di arrampicata libera. La caratteristica più evidente del paesaggio ogliastrino sono i "tacchi", altopiani calcarei delimitati da pareti verticali inaccessibili e ricoperti da fitte foreste, tra questi Perda Liana e il Texile, le grotte di Su Marmuri, le imponenti cascate di Lequarci e di Lecorci, il grande canyon di "sa Tappara", tutto in territorio di Ulassai, sono tra i più famosi.
Le località ogliastrine del turismo balneare includono Arbatax-Tortolì, Santa Maria Navarrese, Lotzorai, Barisardo, Cardedu e Tertenia.
Il comune di Lanusei ha lanciato il festival IT.A.CÀ - Festival del turismo responsabile per sviluppare il turismo delle zone interne.

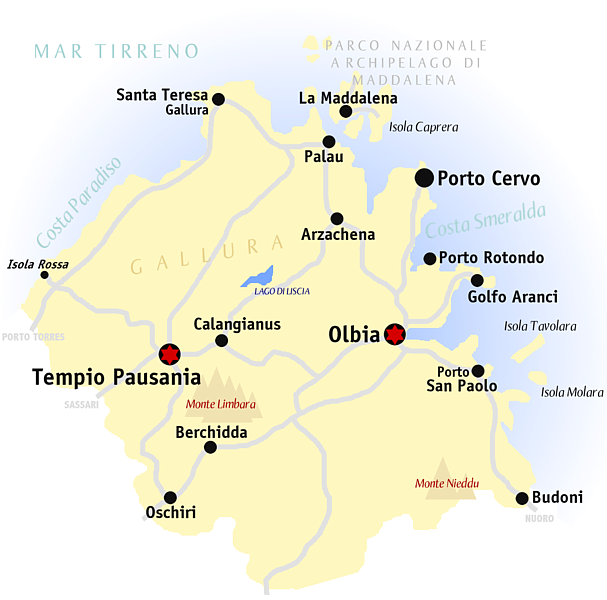
La Gallura

### Gallura, Montacuto
La Gallura è un territorio che occupa tutta la parte nord-orientale della Sardegna, incluso l'arcipelago di La Maddalena, dove si trova il Compendio Garibaldino. È una regione montuosa, con poche zone pianeggianti (la piana di Olbia), dominata dalle forme levigate del granito e dal verde scuro della macchia mediterranea.
Nella Costa Smeralda e più a sud Budoni e San Teodoro, vi si concentra gran parte del turismo isolano, ma vi sono anche zone completamente selvagge, come il vasto territorio dei Monti di Alà e di Buddusò, facilmente raggiungibili dalla costa. Tutti i comuni costieri sono rinomate località turistiche mentre i comuni dell'interno sono ricchi di preziose testimonianze della civiltà nuragica, di dolmen, menhir e pozzi sacri, nonché di caratteristici borghi montani (come Aggius) o di scenari naturali tra i più suggestivi e di grande pregio con alberi millenari dalle enormi dimensioni come gli olivastri di Santu Baltolu a Luras.

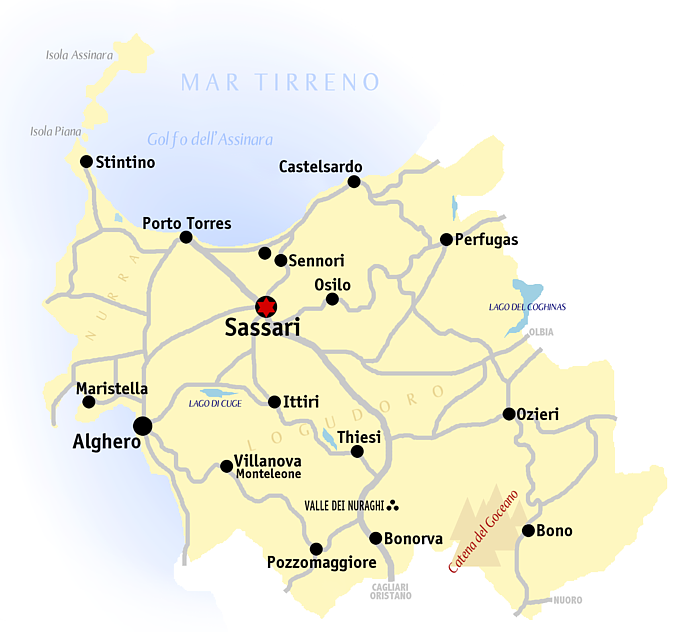
La provincia di Sassari

### Algherese, Riviera del Corallo, Porto Torres, Golfo dell'Asinara, Romangia, Logudoro, Anglona, Meilogu

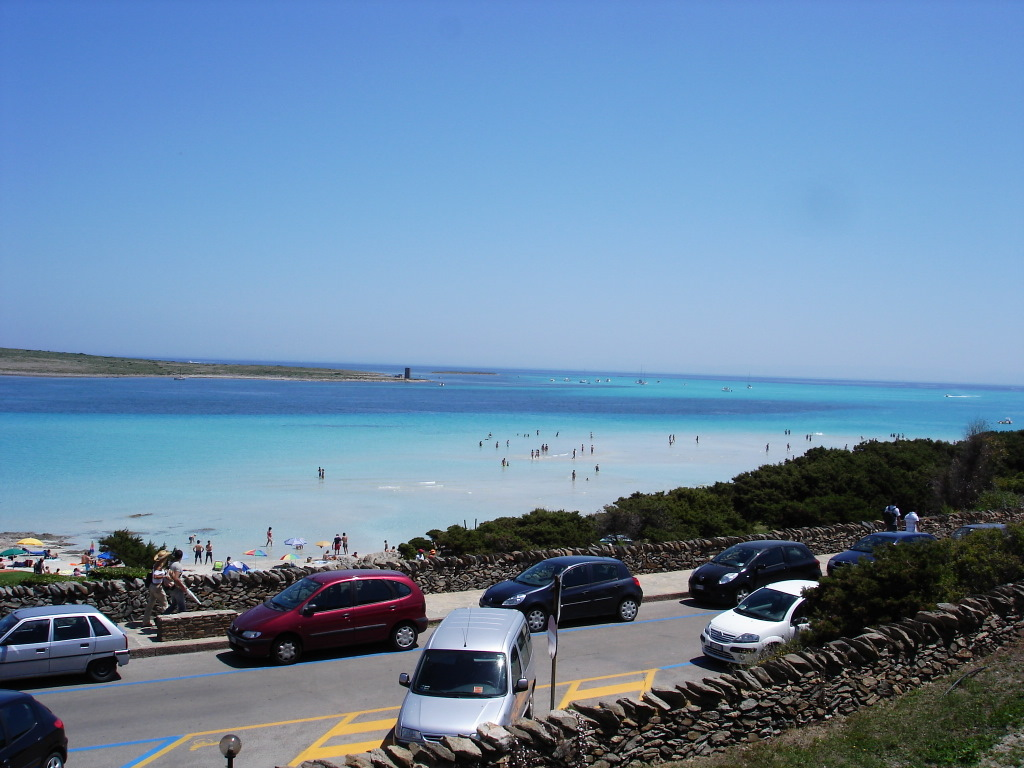
Spiaggia della Pelosa

Alghero e la Riviera del Corallo, Porto Torres, l'Asinara, l'Argentiera, Stintino sono delle località molto conosciute. Alghero, città a vocazione turistica, possiede numerose spiagge e un vasto e variegato patrimonio naturalistico con un centro storico che può essere considerato un museo in sé. Anche il territorio circostante è ricco di monumenti e musei, a testimonianza della sua storia millenaria. Il territorio algherese è conosciuto anche come Riviera del Corallo. Molto suggestive sono le coste intorno a capo Caccia e le sue grotte sommerse, la città fantasma dell'Argentiera e Porto Torres con l'isola dell'Asinara e il suo parco nazionale, le grandi vestigia romane dell'antica Turris Libisonis, innumerevoli siti archeologici dislocati per tutto il suo territorio nonché la maestosa basilica di San Gavino ex cattedrale dell'arcidiocesi turritana e una delle prime manifestazioni dell'architettura romanica in Sardegna; da ricordare anche la vicina spiaggia di Balai. Stintino con le sue meravigliose spiagge come la Pelosa e il caratteristico paesello. Castelsardo col suo castello e borgo medioevale e le suggestive spiagge di Lu Bagnu. E tanti altri luoghi d'interesse turistico come Sassari col suo centro storico, i siti archeologici (come l'altare megalitico di Monte d'Accoddi) e le spiagge di Platamona, Sedini e Tergu, Valledoria ecc. 
Nell'entroterra logudorese, oltre alle vestigia prenuragiche, nuragiche (tra cui il dolmen di Sa Coveccada e il nuraghe Santu Antine) e romane, si trova immersa nel paesaggio rurale l'antica basilica di Saccargia di Codrongianos, costruita tra il XI ed il XII secolo in stile romanico-pisano dai giudici di Torres, o ancora la basilica di Sant'Antioco di Bisarcio di Ozieri e la chiesa di Santa Maria del Regno di Ardara.

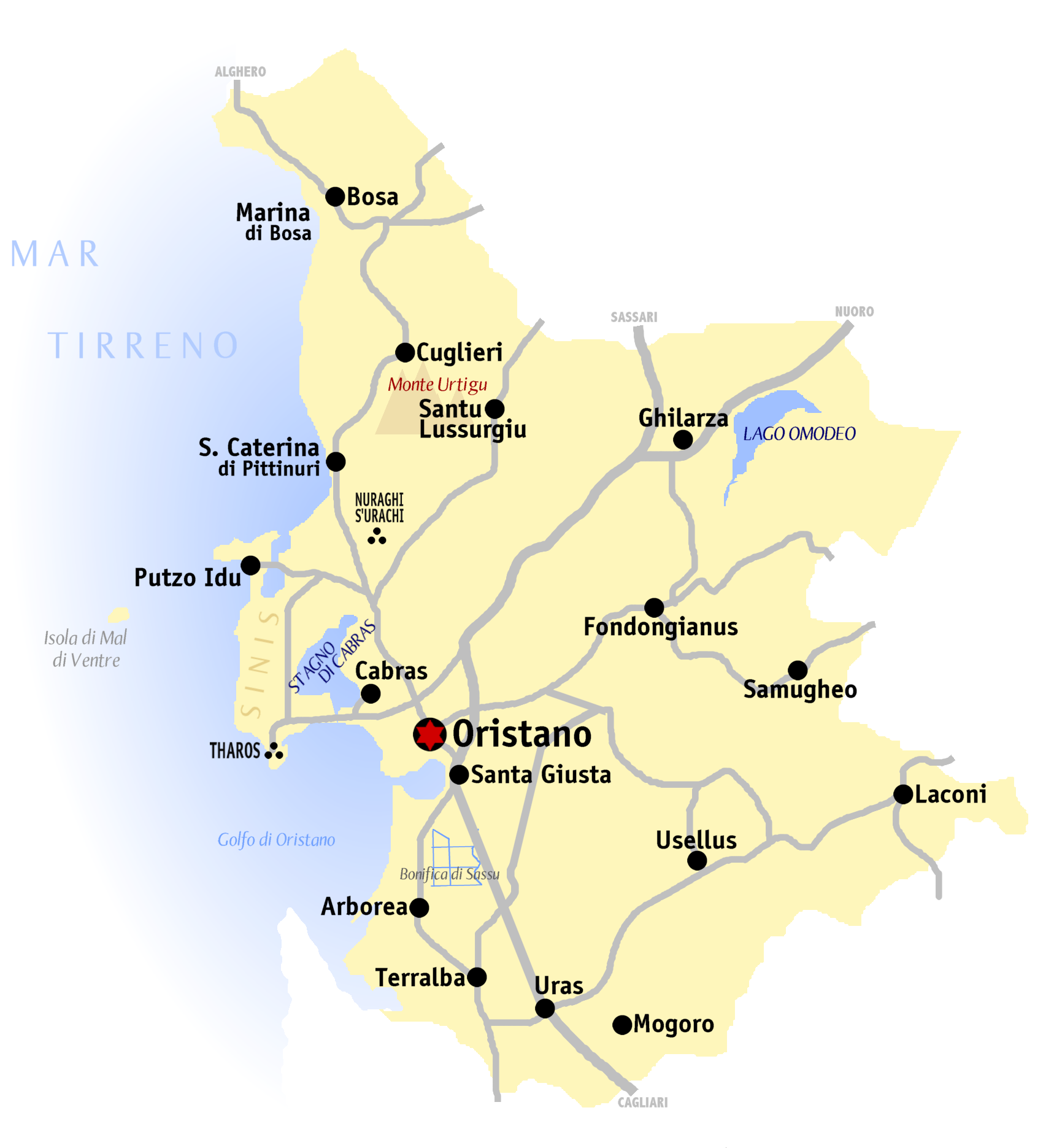
L'Arborea

### Sinis, Marghine, Montiferru, Planargia, Barigadu

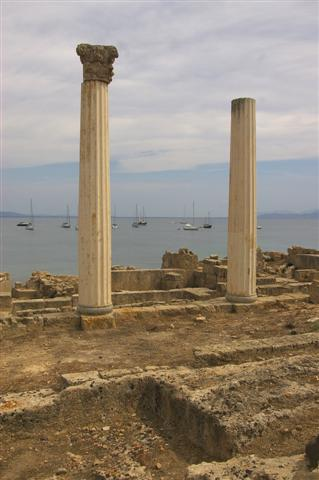
Colonne corinzie a Tharros

Tharros fu fondata dai Fenici, ma su precedenti villaggi nuragici; fu abitata per 1800 anni prima di essere abbandonata. Le rovine del porto sono imponenti, ma solo una piccola parte della sua reale estensione è stata scavata. Nella penisola del Sinis, dove furono rinvenuti i famosi Giganti di Monte Prama, si trovano spiagge sabbiose come quelle di Is Arutas e Mari Ermi. Oristano ebbe il periodo di maggior splendore tra l'anno 1100 e 1400, durante il periodo del giudicato di Arborea. Dell'antica cinta muraria rimangono la torre di San Cristoforo e l'opposta Portixedda. Nel centro storico, con al centro la piazza Eleonora d'Arborea, si può visitare la cattedrale e le chiese di San Francesco e di Santa Chiara. Appena fuori Oristano si trova lo stagno di Cabras e la laguna di Mistras dove sostano a migliaia i cormorani e i fenicotteri, ma anche anatre, folaghe, aironi bianchi, polli sultani, cavalieri d'Italia.
Principale località turistica della Planargia è il borgo di Bosa con il castello dei Malaspina. Il Marghine, che ha come centro principale Macomer, è uno dei territori sardi con la più alta concentrazione di siti nuragici. Nel Barigadu si segnalano le rovine delle terme romane in territorio di Fordongianus.

## Bandiere Blu
Nel 2022, la Sardegna ha ottenuto 15 Bandiere Blu per la qualità delle acque, la qualità delle spiagge, dei servizi e misure di sicurezza, ed educazione ambientale.
- Cagliari- Quartu S. Elena - Poetto, Mare Pintau
- Carbonia-Iglesias- Sant'Antioco - Maladroxia / Coacuaddus
- Nuoro- Tortolì - Porto Frailis, Ponente (nota "La Capannina"), Orrì Foxilioni, Muxì (il Golfetto), Lido di Orrì (I e II Spiaggia), Lido di Cea, San Gemiliano
- Bari Sardo - Bucca 'e Strumpu/Torre di Barì/Sa Marina
- Oristano - Oristano - Torregrande
- Sassari- Badesi - Baia delle Mimose-Pirotto Li Frati, Li Mindi, Li Junchi, Lu Poltu Biancu
- Trinità D'Agultu e Vignola - La Marinedda.Cala Sarraina , Spiaggia Lunga Isola Rossa
- Castelsardo - Madonnina/Stella Maris, Sacro Cuore/Ampurias
- Budoni - Baia di Budoni
- Sassari - Porto Ferro, Porto Palmas, Platamona Rotonda
- Palau - Isolotto, Palau Vecchio
- Aglientu - Vignola Mare, Rena Majore
- Sorso - Spiaggia della Marina, Marina di Sorso (quarto/quinto/settimo pettine)
- La Maddalena - Tegge, Monti D'a Rena, Bassa Trinità, Porto Lungo, Spalmatore, Caprera Relitto, Caprera Due Mari, Carlotto / Nido d'Aquila
- Santa Teresa Gallura - Rena Ponente (Loc. Capo Testa), Rena Bianca, Zia Culumba (Loc. Capo Testa, Rena di Levante), La Taltana - Santa Reparata, Conca Verde

## Patrimoni dell'umanità dell'UNESCO

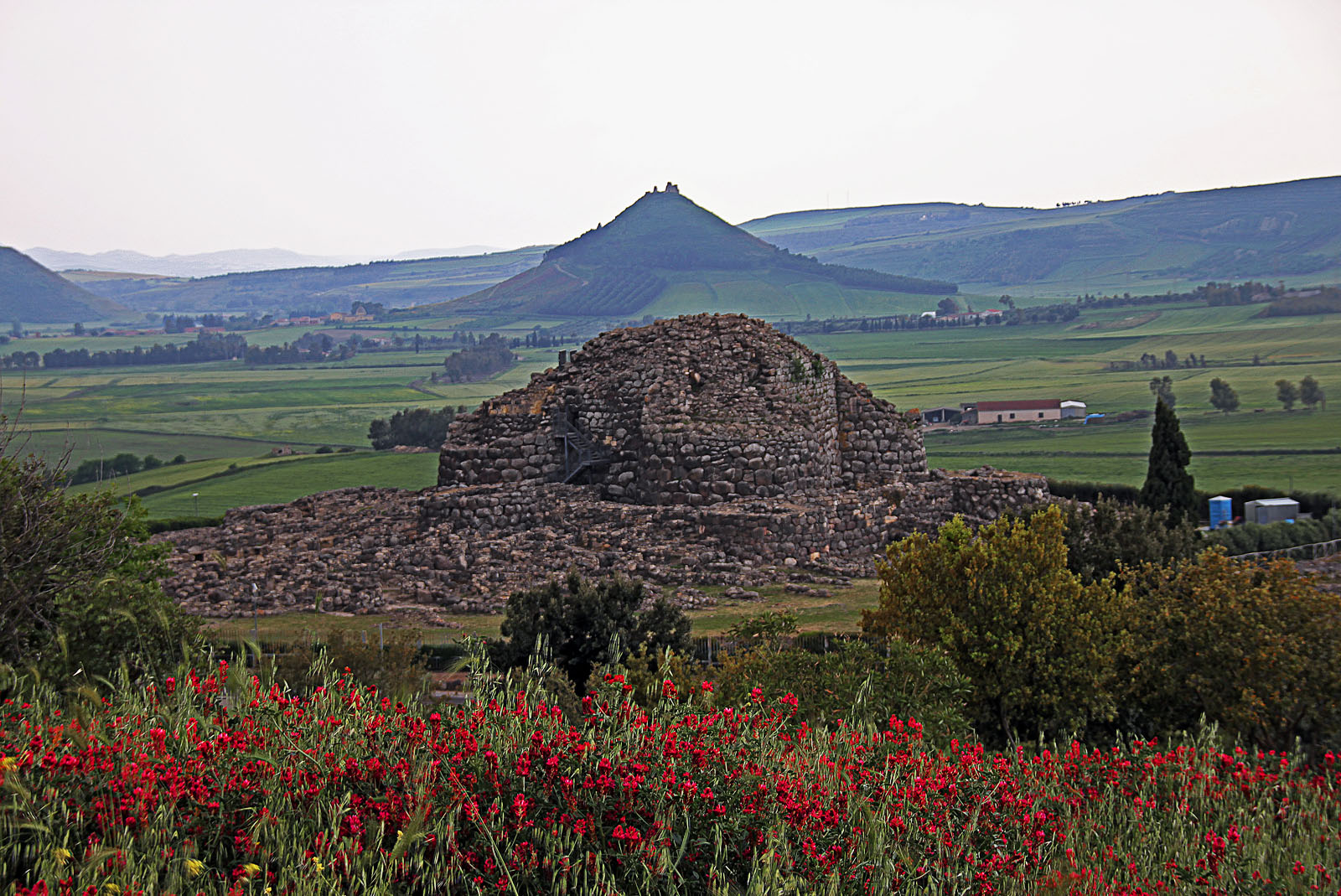
Su Nuraxi, Barumini

- Il nuraghe e le espressioni della civiltà nuragica, il cui esempio più significativo è stato identificato in Su Nuraxi di Barumini, dal 1997[23].

- il canto a tenore (cantu a tenore / cuncordu) patrimonio orale e immateriale dal 2005[24].

- la dieta mediterranea, patrimonio orale e immateriale dal 2010;
- il canto della Sibilla (cant de la Sibil·la), canto gregoriano in catalano eseguito la notte di Natale solo nella cattedrale di Alghero e di Palma di Maiorca, patrimonio orale e immateriale dal 2010.
- la Faradda di li candareri, famosa manifestazione della città di Sassari, patrimonio orale e immateriale dal 2013[25].

## Musei
La lista dei musei della Sardegna annovera:

### Città metropolitana di Cagliari

#### Cagliari
- Collezione sarda Luigi Piloni
- Museo del tesoro di Sant'Eulalia
- Museo sardo di antropologia ed etnografia
- Museo sardo di geologia e paleontologia "D. Lovisato"
- Orto botanico
- Galleria comunale d'arte
- Museo della cattedrale
- Museo di Bonaria
- Museo di Mineralogia
- Museo diocesano di Cagliari
- Museo dell'arciconfraternita dei Genovesi
- Museo delle Ferrovie dello Stato

I seguenti musei fanno parte della Cittadella dei musei:
- Museo archeologico nazionale
- Pinacoteca nazionale
- Museo civico d'arte siamese Stefano Cardu
- Museo delle cere anatomiche Clemente Susini

#### Altri
- Museo delle ferrovie della Sardegna, Monserrato
- Museo archeologico di Pula, Pula
- Casa museo "Sa Domu'e Farra", Quartu Sant'Elena

### Provincia di Nuoro

#### Nuoro
- Museo Grazia Deledda
- Museo della vita e delle tradizioni popolari sarde
- Museo archeologico
- Museo d'arte della provincia di Nuoro (MAN)
- Museo Tribu ("Spazio per le arti" e "Museo Ciusa")
- Spazio Ilisso

#### Altri
- Museo etnografico, Aritzo
- Casa museo e pinacoteca comunale Carmelo Floris -  Olzai
- Museo di scienze naturali di Belvì, Belvì
- Museo etno-naturalistico Parco Museo S'Abba Frisca, Dorgali
- Museo civico,  Dorgali
- Museo della cultura pastorale, Fonni
- Museo archeologico comprensoriale, Teti
- Museo Nivola, Orani
- Museo Antonio Ortiz Echagùe, Atzara (arte moderna e contemporanea)
- Stazione dell'arte, Museo Arte Contemporanea, Ulassai
- Museo all'aperto Maria Lai, Ulassai
- Museo diocesano di Lanusei, Lanusei
- Museo della civiltà contadina, pastorale, artigianale e della miniera, Seui
- Museo delle maschere mediterranee, Mamoiada
- Museo della Cultura e del Lavoro, Mamoiada

### Provincia di Oristano
- Museo archeologico Antiquarium Arborense, Oristano
- Raccolta dell'opera del Duomo, Oristano
- Museo archeologico di Arborea, Arborea
- Antiquarium di Cuglieri, Cuglieri
- Museo archeologico etnografico, Paulilatino
- Museo della tecnologia contadina, Santu Lussurgiu
- Museo mineralogico e paleotologico, Uras
- Geomuseo Monte Arci "Stefano Incani", Masullas,
- Museo "I Cavalieri delle colline", Masullas
- Museo della statuaria preistorica in Sardegna, Laconi
- Civico Museo del Cavallino della Giara, Genoni
- PARC, Genoni

### Provincia di Sassari

#### Sassari

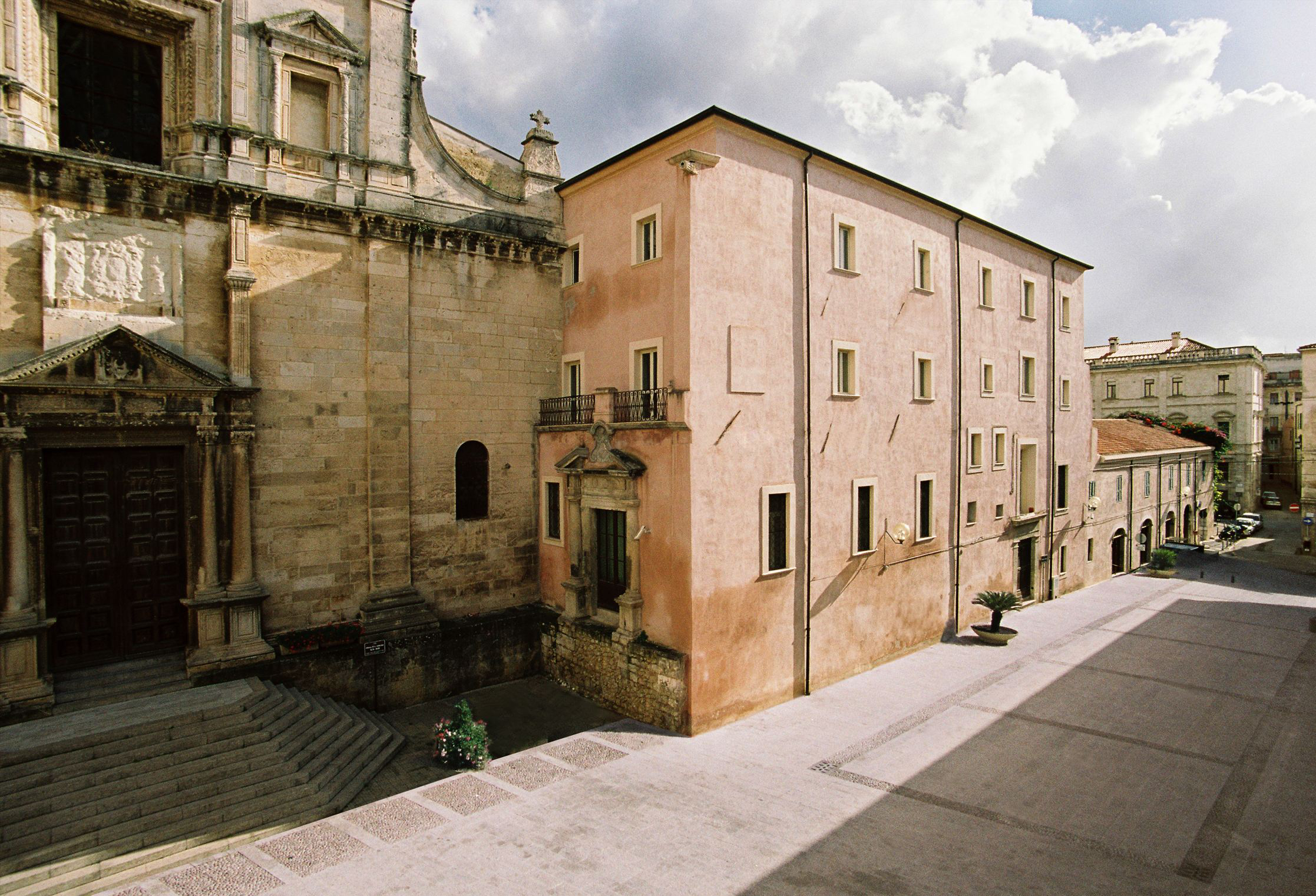
Pinacoteca Nazionale di Sassari, Sassari

- Museo nazionale archeologico ed etnografico G. A. Sanna
- Museo della Brigata Sassari
- Pinacoteca Nazionale di Sassari
- Frumentaria
- Museo dell'arte del novecento e del contemporaneo
- Museo d'arte contemporanea Masedu
- Museo etnografico Francesco Bande
- Collezione Sironi, presso il Banco di Sardegna
- Museo diocesano
- Museo dei gremi e dei candelieri
- Museo storico della città di Sassari

#### Aggius
- MEOC (Museo Etnografico Oliva Carta Cannas)
- Museo del banditismo
- AAAperto

#### Alghero
- Museo casa Manno dedicato a Giuseppe Manno, Centro ricerche della storia contemporanea dell'Europa e del mediterraneo.
- Museo archeologico e storico-etnografico Sella&Mosca
- Museo Archeologico della città
- Museo diocesano d'arte sacra
- Museo naturalistico Mare Nostrum Aquarium
- Museo virtuale
- Museo mineralogico

#### Altri
- Museo dell'intreccio Mediterraneo, Castelsardo

- Museo archeologico ed etnografico di Ittireddu, Ittireddu
- Civico museo archeologico di Ozieri, Ozieri
- Collezione archeologica comunale, Padria
- Civico Museo Archeologico ed Etnografico Ittireddu
- Museo archeologico nazionale Antiquarium Turritano, Porto Torres
- Museo comunale della Valle dei Nuraghi, Torralba
- Museo comunale archeologico, Viddalba
- Museo archeologico e paleobotanico, Perfugas
- Museo dei villaggi abbandonati della Sardegna, Sorso
- Museo archeologico "N. Lamboglia", La Maddalena
- Museo nazionale garibaldino, La Maddalena
- Esposizione "B. de Muro", Tempio Pausania
- Museo archeologico, Olbia
- MuT Museo della Tonnara, Stintino

### Provincia del Sud Sardegna

#### Carbonia
- Museo archeologico di Villa Sulcis
- Museo del carbone - Centro Italiano della cultura del carbone
- Museo civico di paleontologia e speleologia "Edouard Alfred Martel"

#### Sanluri
- Museo risorgimentale Duca d'Aosta
- Museo delle ceroplastiche
- Museo storico-etnografico dei Cappuccini

#### Altri
- Museo archeologico di Sant'Antioco, Sant'Antioco
- Museo agropastorale del Sulcis, Sant'Antioco
- Museo paleontologico, Fluminimaggiore
- Museo mineralogico sardo, Iglesias
- Museo etnografico Mulino Licheri, Fluminimaggiore
- Museo del coltello sardo, Arbus
- Museo di zoologia e mineralogia, Siddi
- Museo archeologico "Genna Maria", Villanovaforru
- Museo del territorio Sa Corona Arrubia]
- Museo archeologico "Villa Abbas", Sardara
- Museo della Sardegna Medievale "Assa Sardisca", Las Plassas
- Museo Multimediale del Regno di Arborea (MudA), Comune di Las Plassas
- Giardino sonoro, museo all'aperto a San Sperate

## Arte e siti archeologici

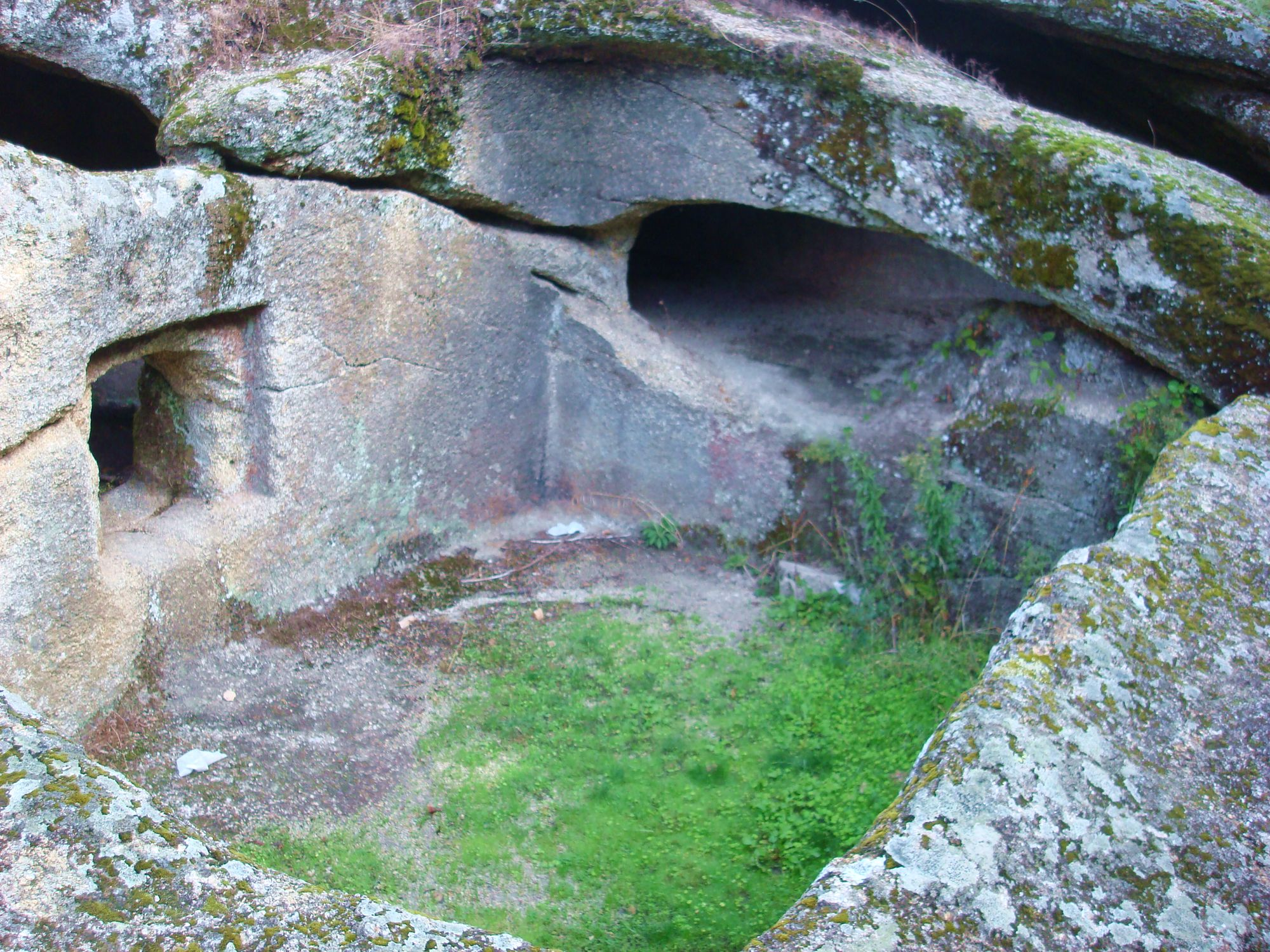
Domus de janas di Borbore, Nuoro

L'isola è disseminata di testimonianze storiche risalenti soprattutto all'era prenuragica e nuragica, come le Domus de Janas, antichissime tombe preistoriche scavate nella roccia, e i Nuraghi, antiche costruzioni in pietra dell'età del bronzo di forma troncoconica presenti, con diversa concentrazione, in tutta la Sardegna. Nell'isola inoltre sono presenti 86 castelli, tutti edificati durante il Medioevo. Alcuni risalgono all'età bizantina, ma la gran parte di essi venne eretta durante il periodo giudicale e signorile, soprattutto dalla seconda metà del XIII secolo in poi. Realizzati a scopo prevalentemente strategico-militare, i nuraghi avevano funzione di vigilanza dei confini giudicali e delle vie di comunicazione più importanti. Con l'unificazione della Sardegna la loro funzione venne meno e col tempo la quasi totalità di essi andò in rovina.

## Aree naturali, montane e marine

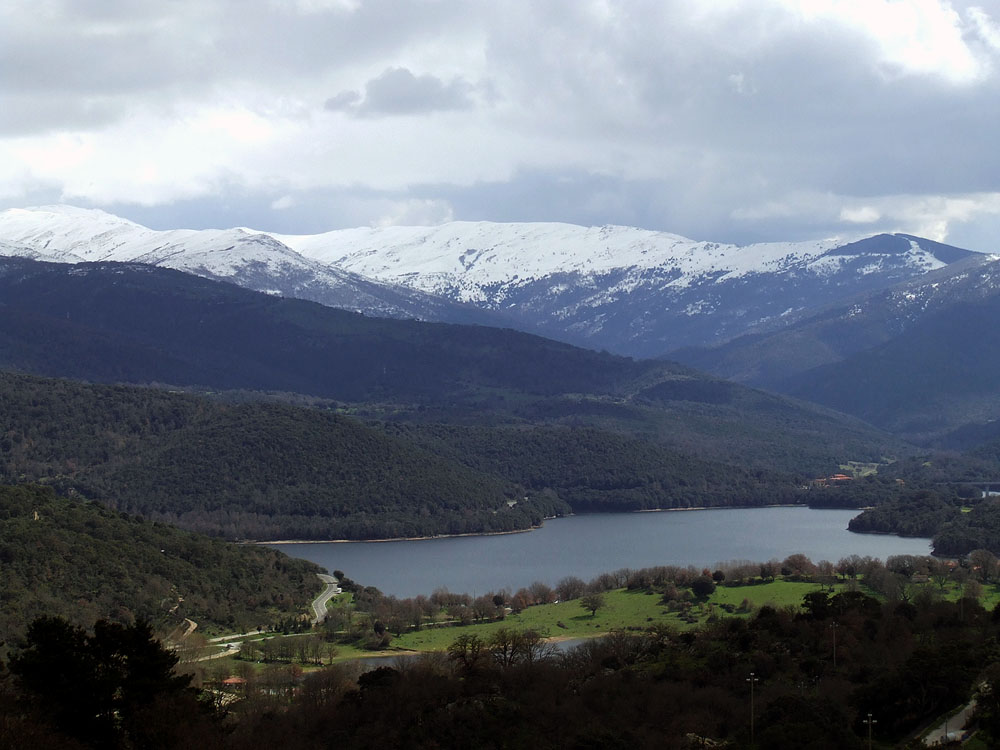
Vista delle montagne del Gennargentu.

La Sardegna conta tre parchi nazionali e diversi parchi regionali, riserve naturali ed oasi minori. Il territorio rappresenta un'importante risorsa per la Sardegna. Con la legge quadro n. 31 del 7 giugno 1989 sono state definite le finalità e le modalità di istituzione e gestione delle aree naturali da tutelare, individuando 8 parchi regionali, 60 aree protette, 24 monumenti naturali e 16 aree di rilevante interesse naturalistico. A queste aree si aggiungono le oasi del WWF, organizzazione da tempo attivamente presente nell'Isola.

## I borghi più belli d'Italia

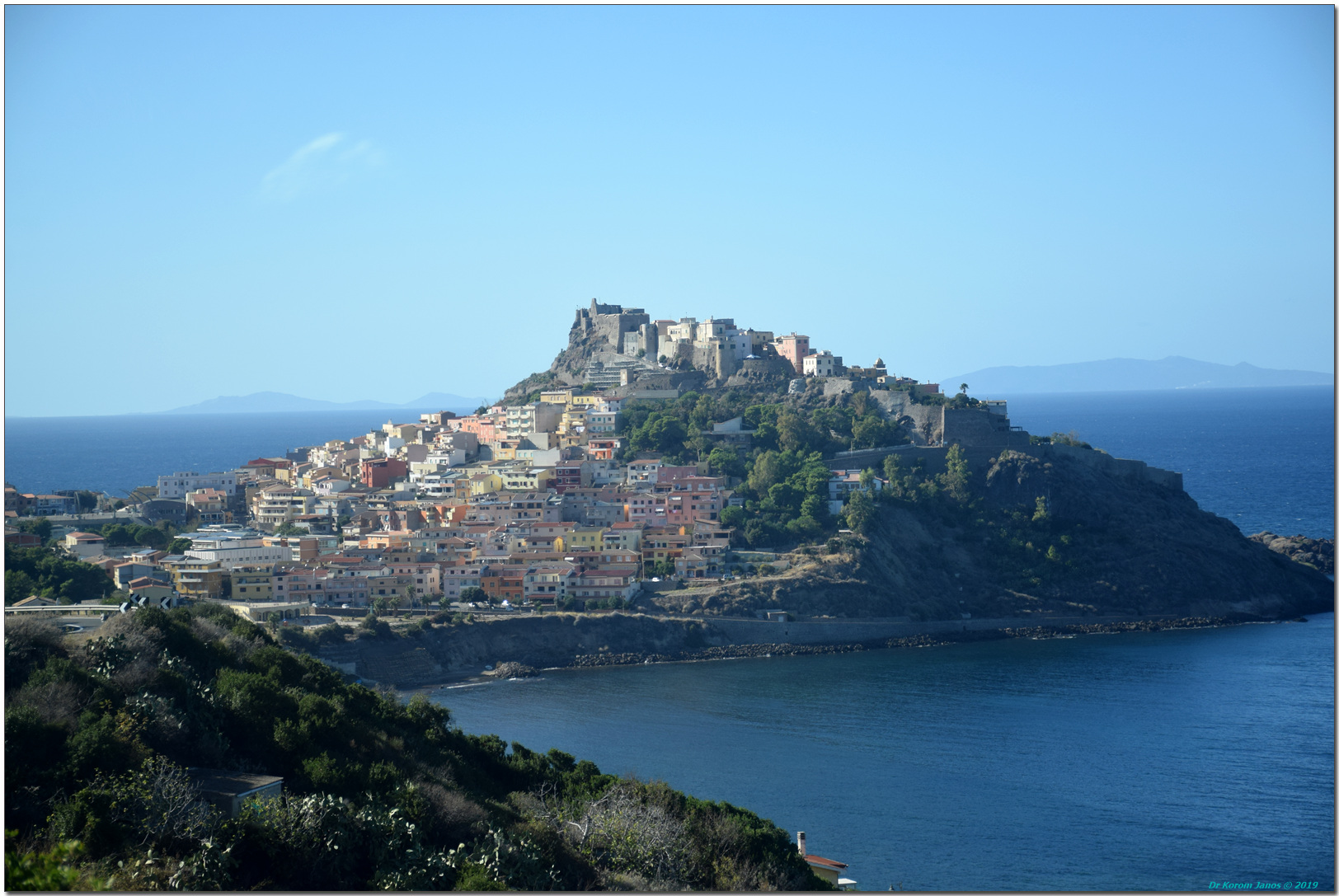
Castelsardo

Della classifica della comunità culturale de I borghi più belli d'Italia, la Sardegna figura con 9 borghi certificati tra i migliori del Paese per conservazione del territorio e del patrimonio artistico, oltre all'adeguata valorizzazione culturale.
- Atzara
- Bosa
- Carloforte
- Castelsardo
- La Maddalena
- Lollove
- Posada
- Sadali
- Tempio Pausania

## Trenino verde
È attivo da anni il trenino verde, servizio turistico ferroviario che viaggia su una rete di 438 km di linee utilizzate esclusivamente a fini turistici; i tratti percorsi sono i seguenti:
- Mandas - Arbatax (159 km)
- Isili - Sorgono (83 km)
- Macomer - Bosa (46 km)
- Sassari - Tempio - Palau (150 km)

Le linee sono utilizzabili tutto l'anno su prenotazione noleggiando un convoglio e personalizzando l'itinerario, d'estate inoltre su queste tratte si effettua un servizio regolare secondo un determinato orario e calendario.

## Turismo enogastronomico
La cucina sarda è caratterizzata dalla sua varietà, nonché dall'essersi arricchita nella storia attraverso apporti e contaminazioni da contatti e scambi fra diverse culture europee e mediterranee. Varia e diversificata, spazia dalle carni arrostite, al pane, i formaggi, i vini, a piatti di mare e di terra, sia di derivazione contadina che pastorale, di cacciagione, di pesca e di raccolta di erbe spontanee. Viene considerata parte della dieta mediterranea, modello nutrizionale proclamato nel 2010 dall'UNESCO tra i patrimoni orali e immateriali dell'umanità.

## Galleria d'immagini

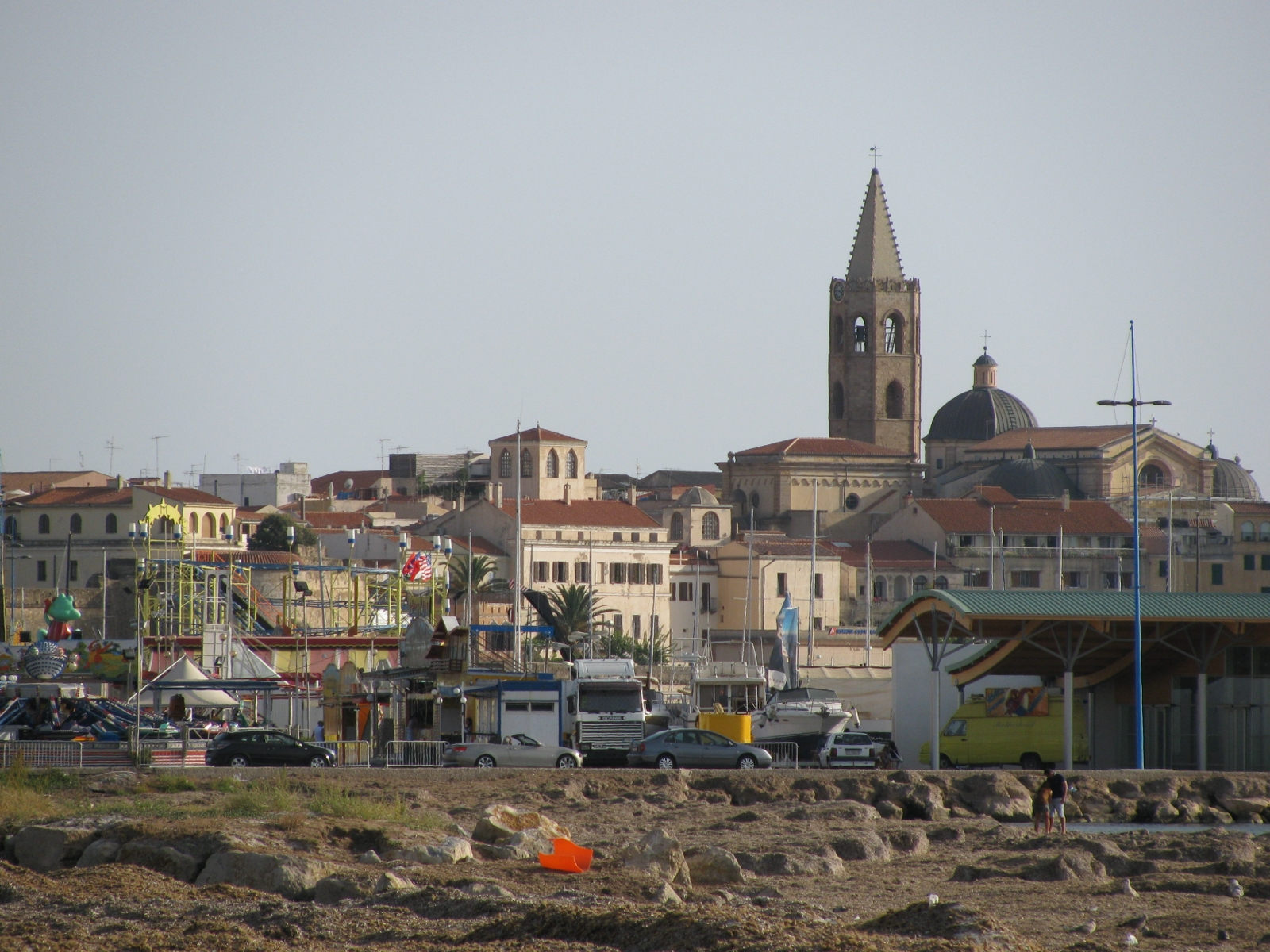
Alghero
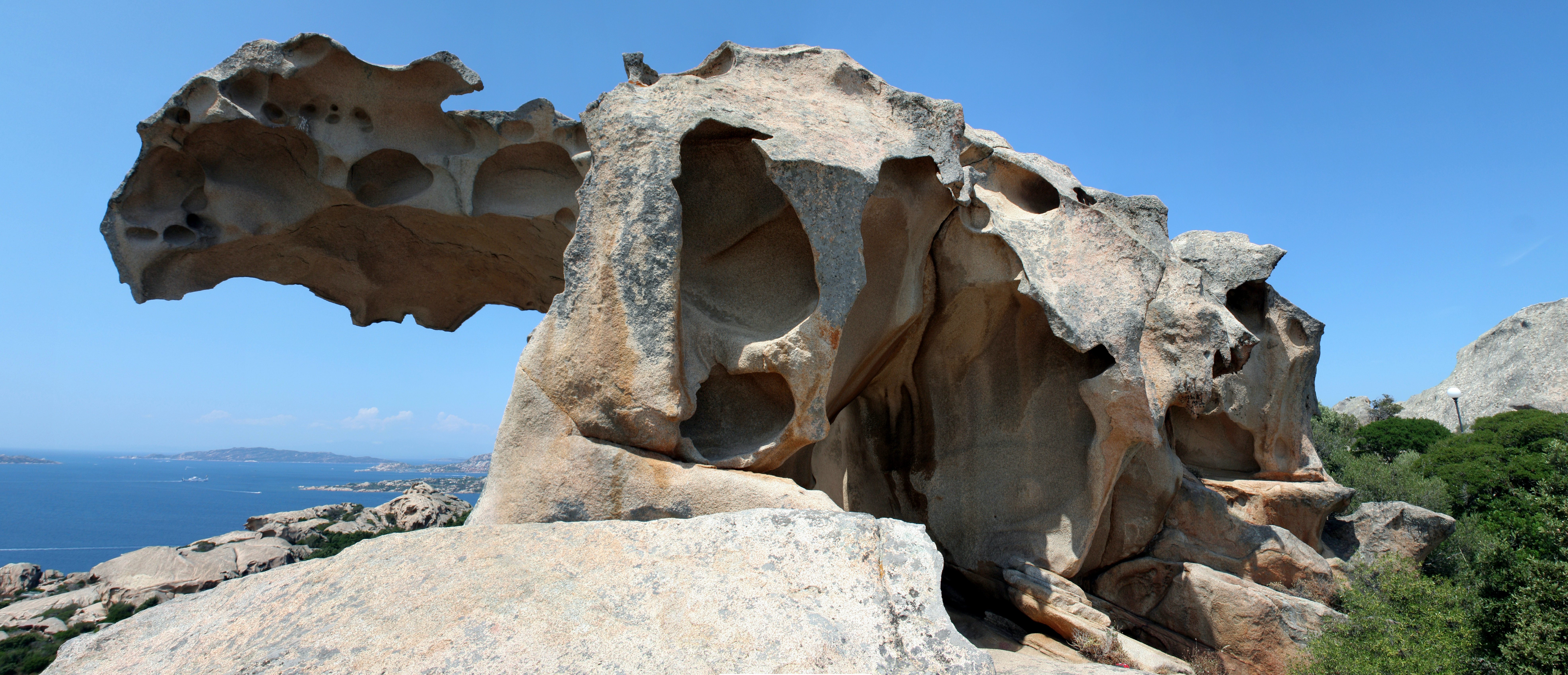
Palau - Capo d'Orso. La sua sagoma appare anche in lontananza ed è nota sin dall'antichità: è menzionata sia nell'Odissea che dal geografo alessandrino Claudio Tolomeo.
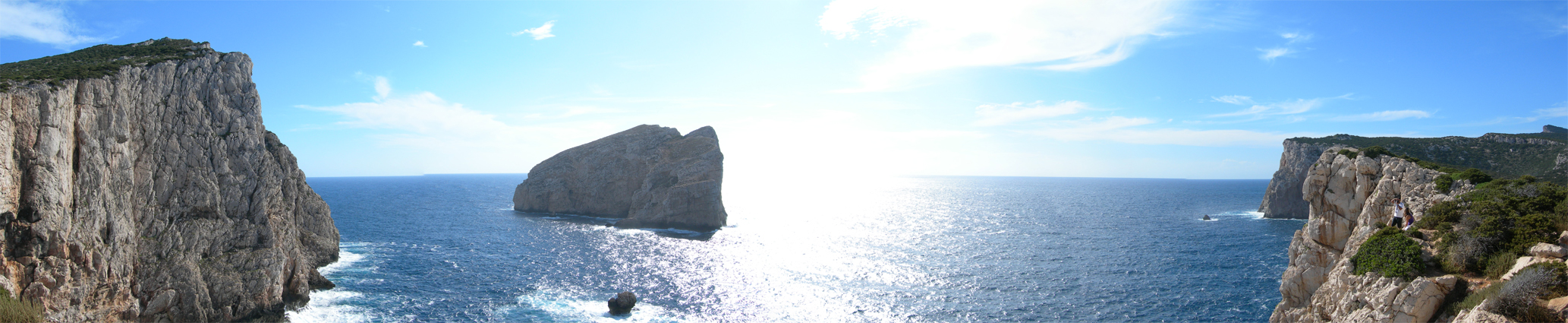
Riviera del Corallo. L'isola Foradada vista dal belvedere di capo Caccia.
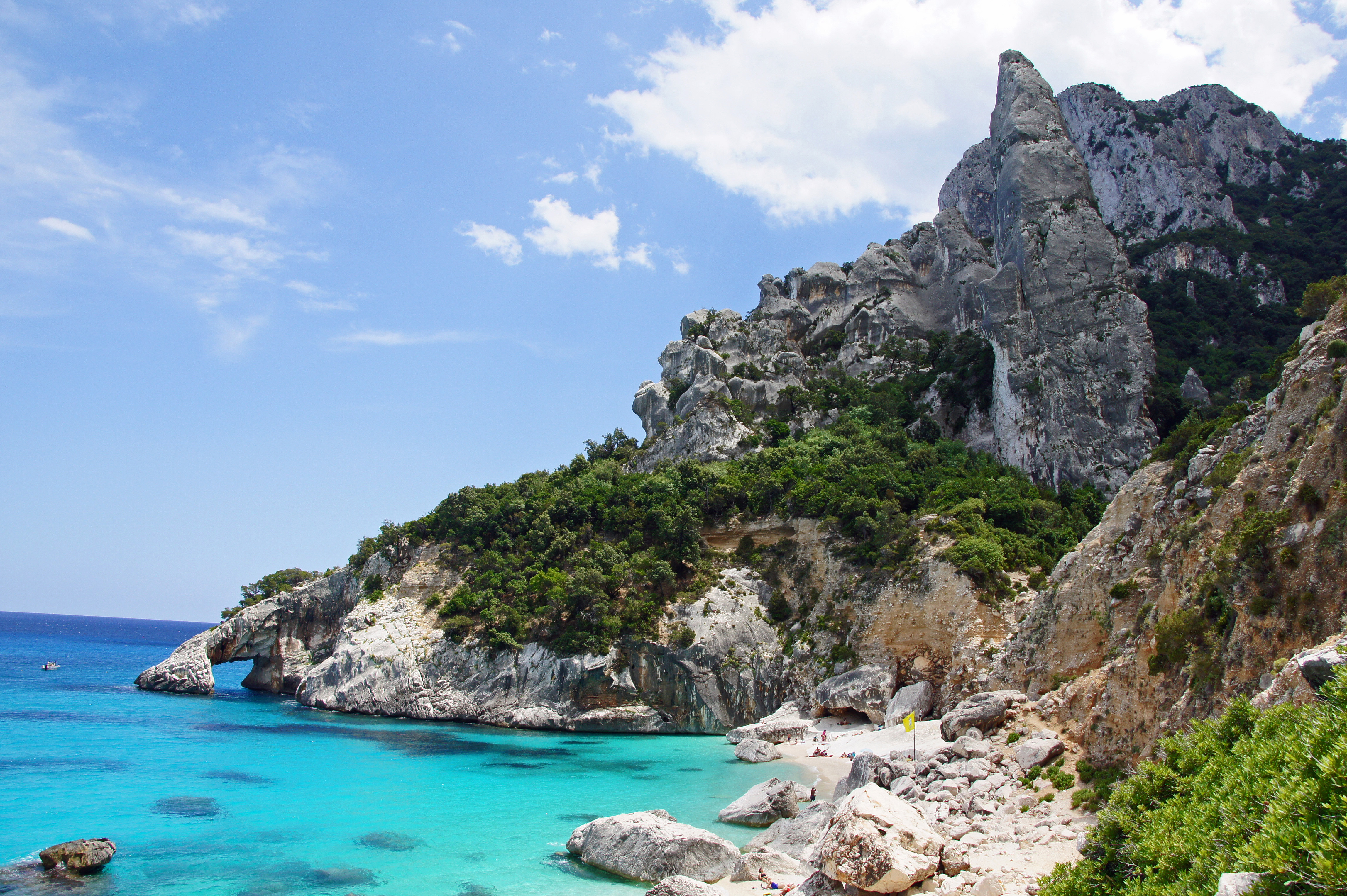
Cala Goloritzé
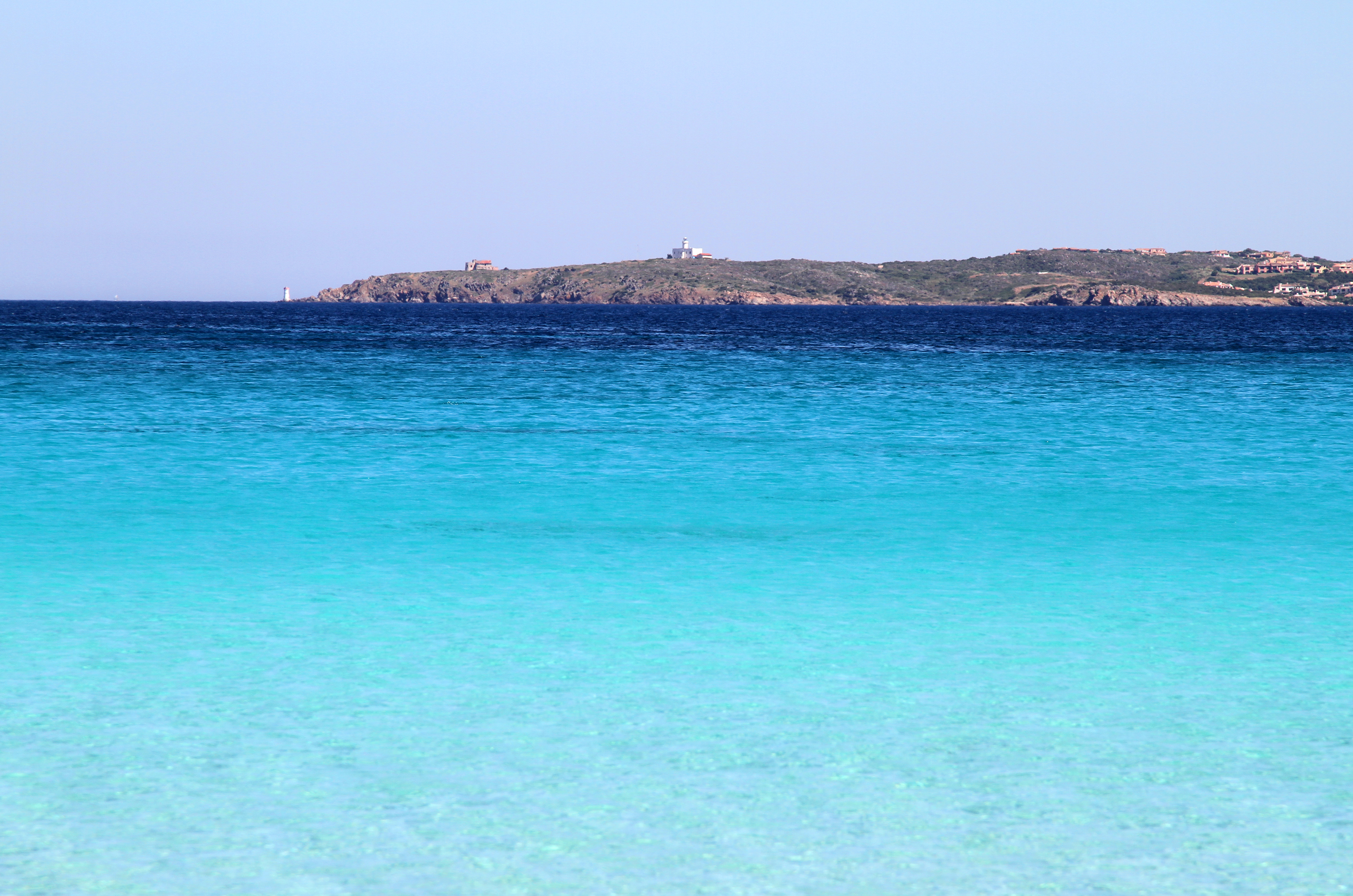
Spiaggia di Caprera
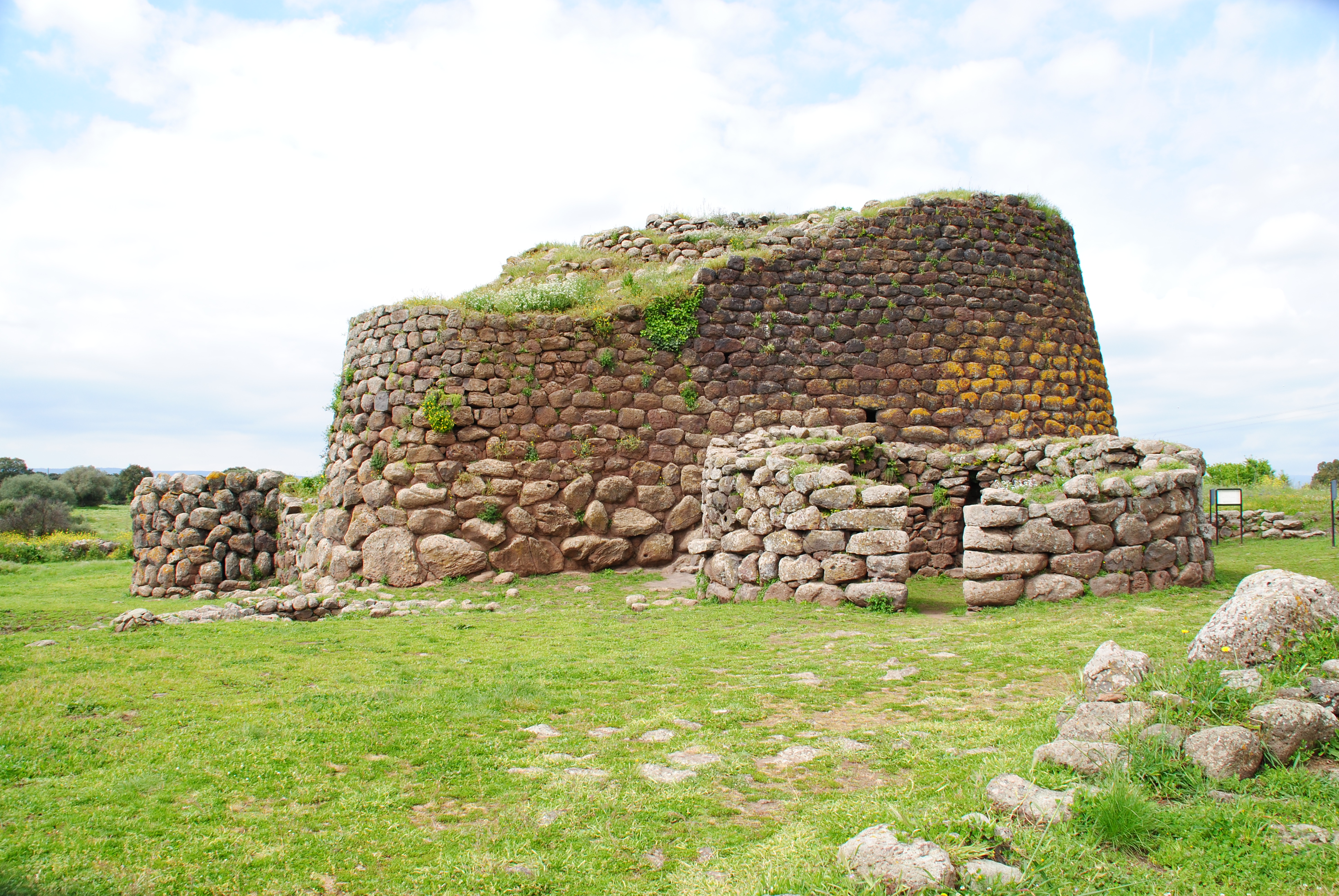
Nuraghe Losa
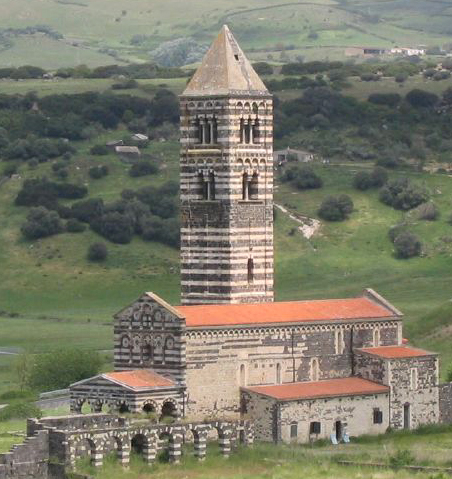
Basilica di Saccargia
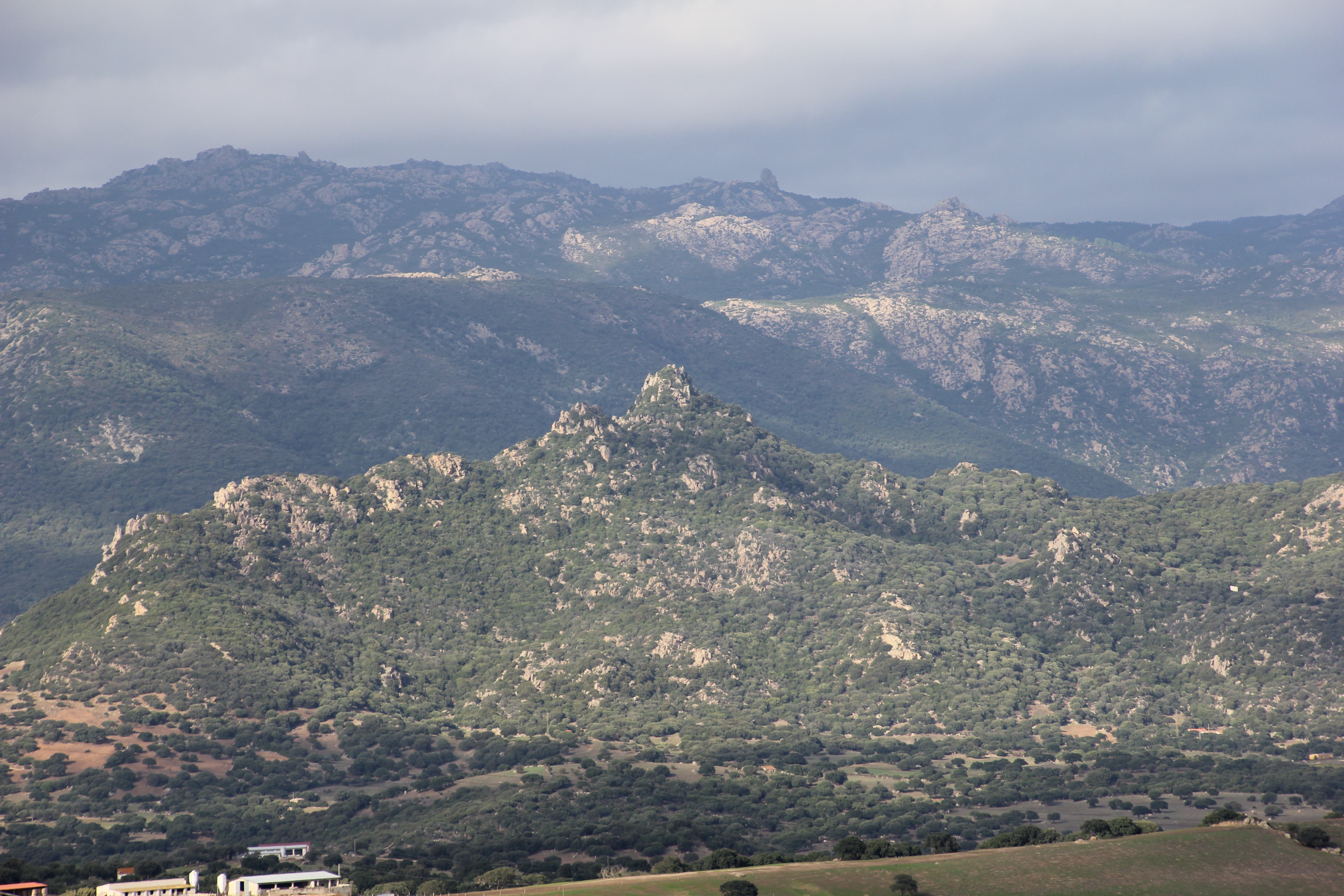
In primo piano il monte Acuto, dietro il Limbara